# Římskokatolická farnost Bělá pod Bezdězem
Římskokatolická farnost Bělá pod Bezdězem (lat. a něm. Weisswasser) je církevní správní jednotka sdružující římské katolíky na území města Bělá pod Bezdězem a v jeho okolí. Organizačně spadá do mladoboleslavského vikariátu, který je jedním z 10 vikariátů litoměřické diecéze. Centrem farnosti je kostel Povýšení svatého Kříže v Bělé pod Bezdězem.

## Historie farnosti
Nejstarší zmínka o duchovní správě v Bělé pod Bezdězem je z roku 1336. V té době byl zřejmě také vybudován farní kostel Povýšení sv. Kříže. Roku 1345 byl v Bělé vybudován augustiniánský klášter, který s několika přerušeními trval až do roku 1950. Farní kostel v roce 1635 vyhořel, a v letech 1650-1655 byl obnoven. K litoměřické diecézi farnost patří od roku 1786.

### Duchovní správcové vedoucí farnost

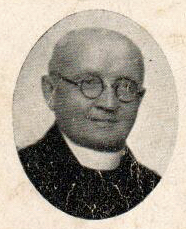
Vojtěch Bílý (1874-1944), farář v Bělé pod Bezdězem

Začátek působnosti jmenovaného v duchovní správě farnosti od:
- 1336 Habartus (zmiňován v roce 1336 jako Habart[3])
- Prof. Nicolaus, † 1358
- 1358 Prof. Wenceslaus
- 1409 Prof. Jacobus
- 1434 Prof. Ioannes
- 1643 Petrus Parvus
- 1671 Guilelm. Leopold. Janouš
- 1680 Nicolaus Jos. Kavka
- 1685 admin. Wenceslaus Merkelius
- 1686 Sigismund. Warraus
- 1704 Joannes Mart. Mattiru
- 1712 Wenceslaus Ignat. Zippel (Václav Vít Ignác Cippel), farář
- 1723 Georgius Franc. Fuhrmann
- 1739 Seppel
- 1748 Anton. Antelmann
- 1785 Joann. Augustin Walburger
- 1788 Adalbert. Rzezak, † 6. 12. 1809
- 1801 Wencesl. Ružek, n. 1. 5. 1750 Cžistens., o. 21. 9. 1775, † 30. 10. 1827
- 1810 Thom. Nawratil, † 4. 4. 1817
- 1818 Wenc. Müller, n. 18. 9. 1785 Hirschberg., o. 8. 4. 1808, † 5. 11. 1836
- 1831 Jos. Czermak, n. 23. 4. 1802 Neoboleslav., o. 27. 8. 1825
- 1852 Wenc. Eichler, n. 23. 9. 1790 Czistaens. o. 15. 8. 1816, † 7. 2. 1865
- 1866 Franc. Kettner, n. 2. 4. 1817 Bakov, o. 29. 7. 1842, † 30. 12. 1876
- 1878 Anton. Baselt, n. 11. 9. 1831 Bělens., o. 25. 7. 1855, † 30. 10. 1912
- 1888 par. vacat, admin. interc. Jos. Bartoníček
- 1889 par. vacat, admin. interc. Wencesl. Kadlec
- 1891 Václav Španihel, farář, n. 4. 11. 1846 Licaň., o. 19. 7. 1873, † 14. 10. 1908
- 1909 par. vacat, adm. interc. Josef Pazour, n. 15. 12. 1871, o. 11. 7. 1897
- 1911 Franc. Srch, n. 8. 2. 1868 Nová Ves, o. 7. 7. 1895, † 26. 2. 1932
- 1932 Rudolph. Car. Loew (Rudolf Karel Löw) OSA, převor bělského kláštera, n. 29. 12. 1871 Röhrsdorf, o. 10. 1. 1897
- 1933 Vojtěch Bílý, konzistorní rada, arciděkan a biskupský notář, n. 22. 2. 1874 Lužnice, o. 10. 7. 1898, † 19. 5. 1944 Bělá pod Bezdězem
- 1. 12. 1944 Jaroslav Dostálek
- 1. 3. 1951 Eduard Schimmel
- 13. 10 1952 Jaroslav Dostálek jako farář, a dále v období 1991 – 25. 7. 1996 jako výpomocný duchovní
- 1. 10. 1990 Viktor Maretta
- 15. 8. 1991 Petr Kubíček, admin. exc. z Mladé Boleslavi, od 1. 9. 1992 z Bakova nad Jizerou
- 1. 5.1993 Jozef Piroh, admin. exc. z Bakova nad Jizerou
- 1. 9. 1995 Jiří Veit, admin. exc. z Mladé Boleslavi
- 1. 8. 2000 Jan Nepomuk Jiřiště nejprve jako admin., a dále v období 2011 – 9. 12. 2013 jako farář
- 10. 12. 2013 Stanislav Přibyl, CSsR, admin. exc.
- 1. 2. 2014 Kamil Škoda, nejprve jako admin., od 1. 3. 2017 jako farář
  - 1. 7. 2015 Luděk Téra, trvalá jáhenská služba[4]

Kromě kněží stojících v čele farnosti, působili ve farnosti v průběhu její historie i jiní kněží. Většinou pracovali jako farní vikáři, kaplani, katecheté, výpomocní duchovní aj.

### Farní obvod
Z důvodu efektivity duchovní správy byl ve 2. polovině 20. století vytvořen farní obvod (kolatura) sestávající z přidružené farnosti spravované excurrendo z Bělé pod Bezdězem. Do tohoto obvodu k listopadu 2020 patří farnosti: Bezdědice, Bezděz, Bořejov, Kováň, Kruh a Okna.

## Území farnosti
Do farnosti náleží území obce:
- Bělá pod Bezdězem (Weisswasser)[p 2]
- Březinka pod Bezdězem
- Čistá
- Hlínoviště (Leimgruben)[p 2]
- Plužná
- Podolí – čtvrť města Bělá pod Bezdězem
- Vazačka
- Vrchbělá (Neudorf)[p 2]

## Římskokatolické sakrální stavby a místa kultu na území farnosti
| | Fotografie      | Stavba                                    | Místo                   | Bohoslužby                      | Zeměpisné souřadnice                                                              | Status                     | Číslo kulturní památky                                                                                      |
| Kostely a kaple | Kostely a kaple | Kostely a kaple                           | Kostely a kaple         | Kostely a kaple                 | Kostely a kaple                                                                   | Kostely a kaple            | Kostely a kaple                                                                                             |
| --- | --------------- | ----------------------------------------- | ----------------------- | ------------------------------- | --------------------------------------------------------------------------------- | -------------------------- | --- |
| 1. |                 | Kostel Povýšení svatého Kříže             | Bělá pod Bezdězem       | bližší informace o bohoslužbách | Kostelní náměstí 50°30′2″ s. š., 14°48′16″ v. d.                                  | farní kostel               | 22831/2-1458 (Pk•MIS•Sez•Obr•WD) kostel, st. 61/1 (Q20428034)                                               |
| 2. |                 | Kostel sv. Václava a klášter augustiniánů | Bělá pod Bezdězem       | bližší informace o bohoslužbách | Tyršova 42 50°30′12″ s. š., 14°48′2″ v. d.                                        | klášterní kostel a klášter | 46319/2-1459 (Pk•MIS•Sez•Obr•WD) (Q12029506)                                                                |
| 3. |                 | Kostel sv. Vavřince                       | Čistá                   | bližší informace o bohoslužbách | jižní okraj vsi 50°28′7″ s. š., 14°50′45″ v. d.                                   | filiální kostel            | 24867/2-1527 (Pk•MIS•Sez•Obr•WD) (Q23766325)                                                                |
| 4. |                 | Kaple sv. Josefa                          | Zámek Bělá pod Bezdězem | bližší informace o bohoslužbách | zámek čp. 1 s kaplí sv. Josefa 50°30′5″ s. š., 14°48′27″ v. d.                    | zámecká kaple              | 21751/2-1460 (Pk•MIS•Sez•Obr•WD) (Q20755242)                                                                |
| Fara a farní hřbitov |                 |                                           |                         |                                 |                                                                                   |                            | |
| 5. |                 | Fara                                      | Bělá pod Bezdězem       | bohoslužby příležitostně        | Kostelní 150 50°30′3″ s. š., 14°48′18″ v. d.                                      | sídlo farnosti             | 17554/2-1463 (Pk•MIS•Sez•Obr•WD) (Q30724816)                                                                |
| 6. |                 | Hřbitov                                   | Bělá pod Bezdězem       | bohoslužby příležitostně        | hřbitov u kostela sv. Kříže 50°30′2″ s. š., 14°48′16″ v. d.                       | farní hřbitov              | 22831/2-1458 (Pk•MIS•Sez•Obr•WD) hrobka Dr. Tieftrunka, st. 61/2 ohradní zeď, náhrobky, pp. 244 (Q20428034) |
| Výklenkové kaple, zvonice a venkovní kříže |                 |                                           |                         |                                 |                                                                                   |                            | |
| 7. |                 | Zvonice s požární zbrojnicí a křížem      | Březinka                | bohoslužby příležitostně        | Březinka 9, severní strana návsi, st. 18/1, 18/2 50°28′44″ s. š., 14°46′34″ v. d. | obecní zvonice a krucifix  | 28315/2-1507 (Pk•MIS•Sez•Obr•WD) (Q36867613)                                                                |
| 8. |                 | Zvonice                                   | Plužná                  | bohoslužby příležitostně        | 50°28′25″ s. š., 14°48′12″ v. d.                                                  | obecní zvonice             | — |
| 9. |                 | Mariánská kaple                           | Vazačka                 | bohoslužby příležitostně        | 50°30′51″ s. š., 14°46′42″ v. d.                                                  | obecní výklenková kaple    | — |
| 10. |                 | Boží muka                                 | Čistá                   | bohoslužby příležitostně        | na samém jižním okraji vsi                                                        | obecní výklenková kaple    | — |
| 11. |                 | Venkovní kříž                             | Bělá pod Bezdězem       | bohoslužby příležitostně        | kříž v Tyršově ulici                                                              | obecní krucifix            | — |
| 12. |                 | Venkovní kříž                             | Hlínoviště              | bohoslužby příležitostně        | křížek v obci                                                                     | obecní krucifix            | — |
| Sloupy a sochy |                 |                                           |                         |                                 |                                                                                   |                            | |
| 13. |                 | Sloup se sochou Panny Marie               | Bělá pod Bezdězem       | bohoslužby příležitostně        | Masarykovo náměstí, pp. 2697/5 50°30′6″ s. š., 14°48′11″ v. d.                    | mariánský sloup            | 13977/2-1464 (Pk•MIS•Sez•Obr•WD) (Q36866795)                                                                |
| 14. |                 | Socha sv. Jana Nepomuckého                | Bělá pod Bezdězem       | bohoslužby příležitostně        | Kostelní náměstí, st. 61/1 50°30′3″ s. š., 14°48′16″ v. d.                        | socha světce               | 30556/2-1465 (Pk•MIS•Sez•Obr•WD) (Q36866715)                                                                |
| Některé drobné sakrální stavby a pamětihodnosti lze dohledat zde v databázi Drobné sakrální památky Zaniklé sakrální stavby lze dohledat zde v databázi Poškozené a zničené kostely, kaple a synagogy v České republice |                 |                                           |                         |                                 |                                                                                   |                            | |

Ve farnosti se mohou nacházet i další drobné sakrální stavby, místa římskokatolického kultu a pamětihodnosti, které neobsahuje tato tabulka.